# 昂平
昂平（Ngong Ping）是香港沙田區的一個高原，位於大金鐘以南、石芽山以東。它是馬鞍山郊野公園的一部份，麥理浩徑第四段和馬鞍山郊遊徑途經。昂平原有客家闕氏鄉村，但已搬遷到山腳下，改名昂坪新村，與黃竹山新村和茅坪新村為鄰。
昂平高原上有漁農自然護理署的昂平營地和昂平觀景台。昂平營地是漁護署指定露營地點之一，有燒烤爐、檯、櫈、污水穴和旱廁。而昂平觀景台則可俯瞰西貢市和西貢海，天朗氣清時可遠眺西貢海一帶的景色，包括橋咀洲和滘西洲等大小島嶼、萬宜水庫西壩，甚至遙遠的蚺蛇尖。昂平高原附近有牛群棲息，經常有牛群在此食草。
昂平是滑翔傘的熱門地點。其向東方向，面向西貢的山坡和平地沒有太多障礙物，十分適合滑翔傘起飛。由於滑翔傘需要逆風起飛，在吹東風或偏東風才可順利起飛。

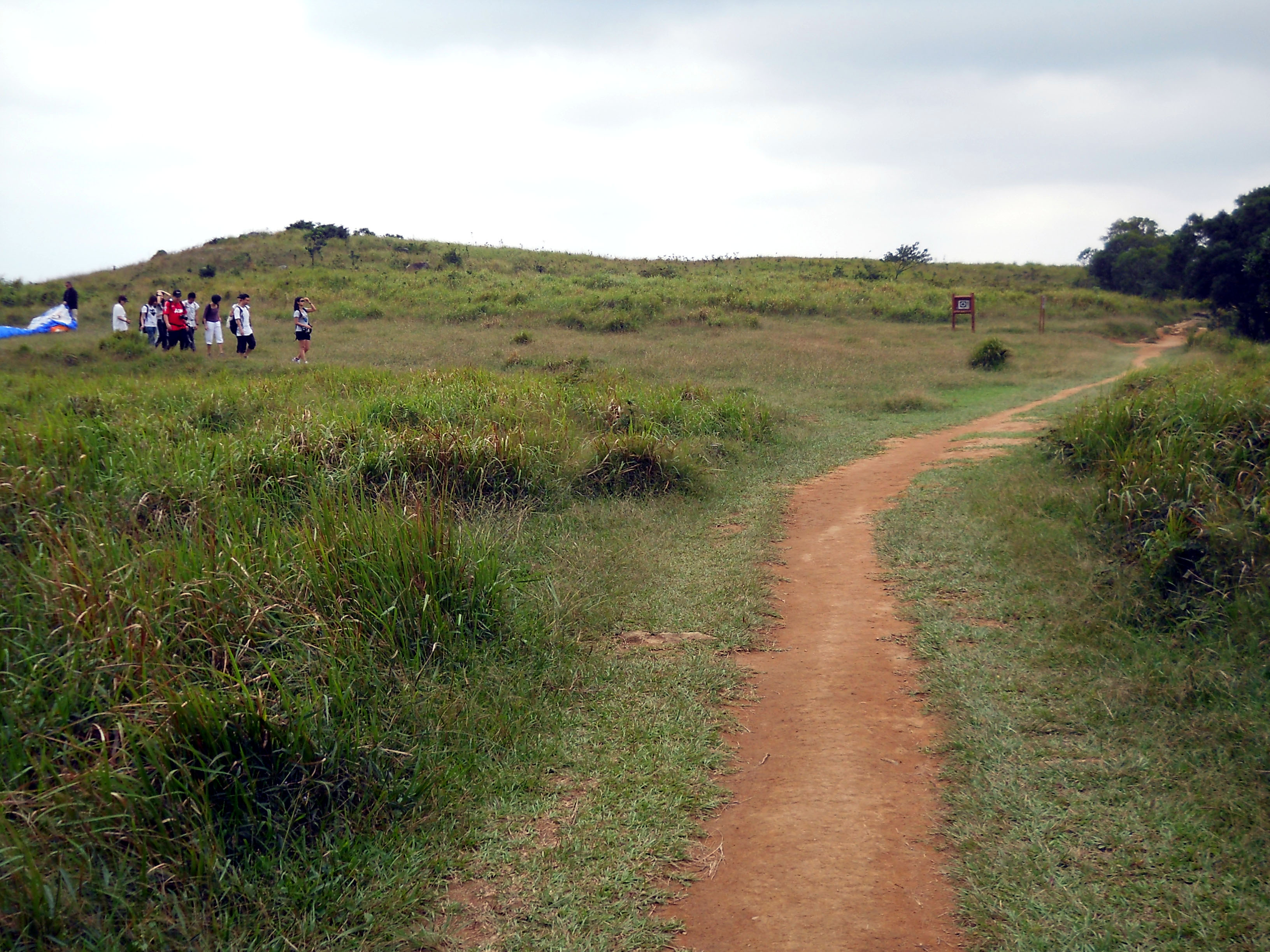
平坦的昂平
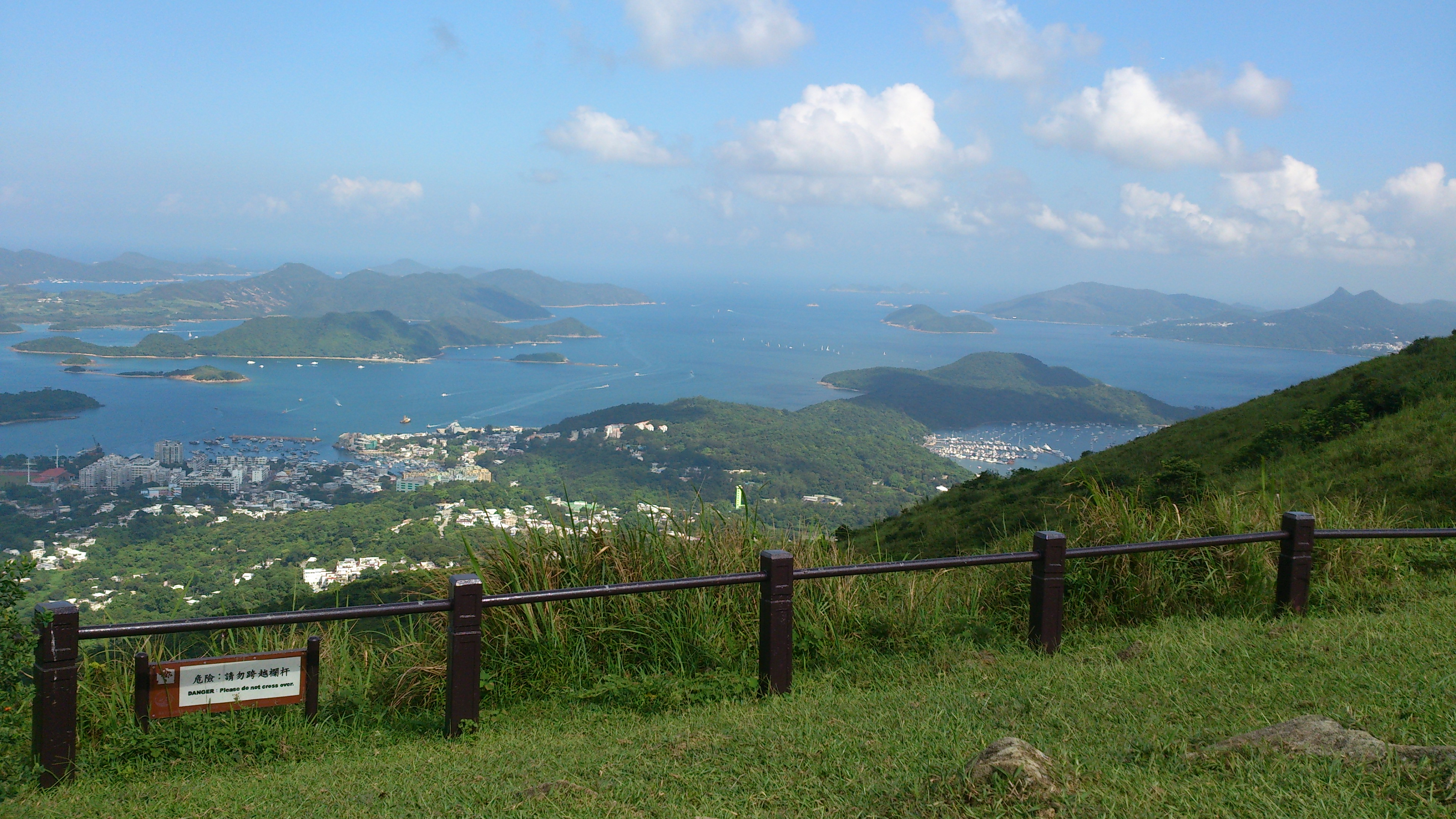
從昂平可遠眺西貢海
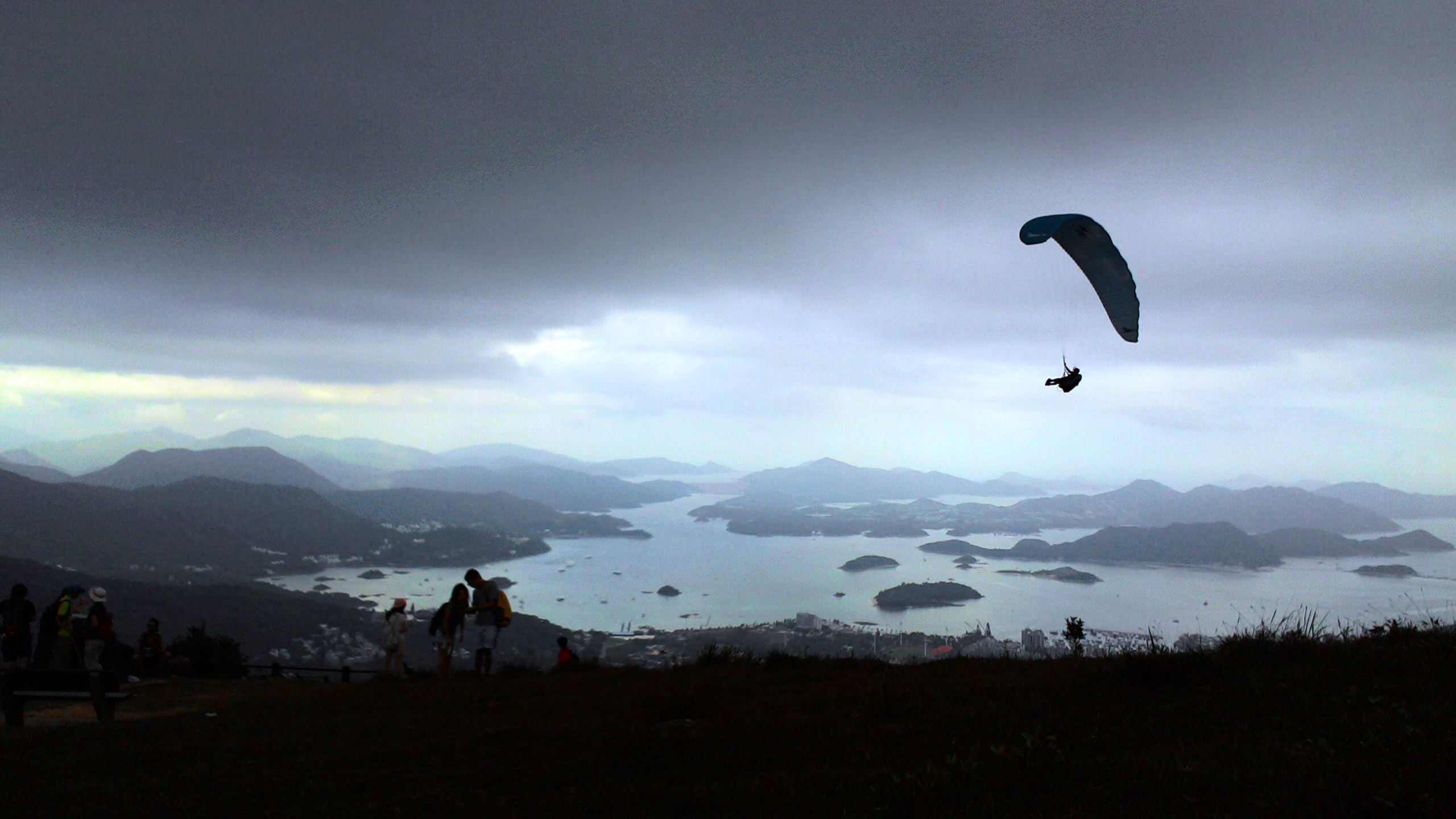
昂平是滑翔伞熱門地點
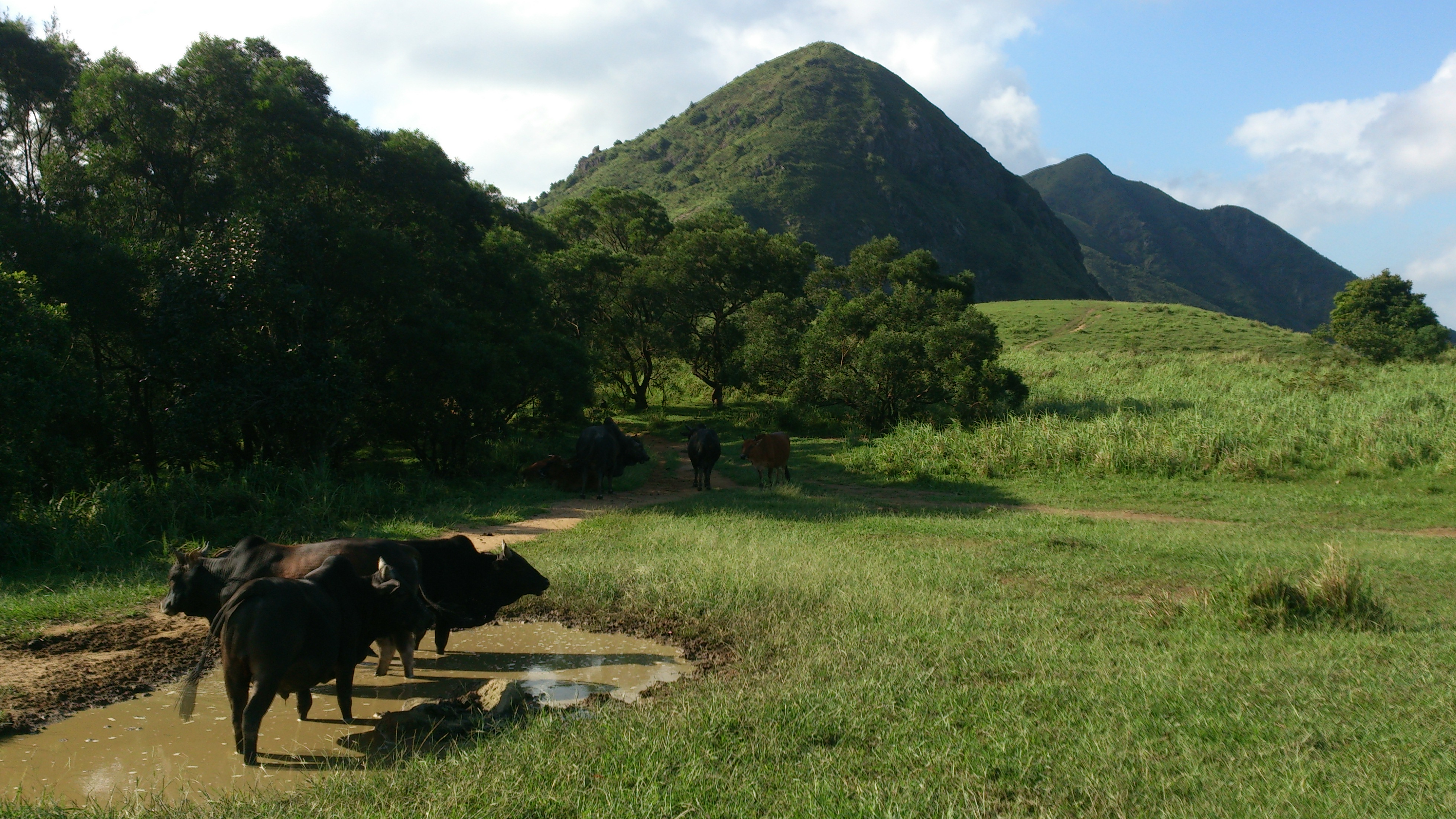
昂平草原吸引牛群休憩
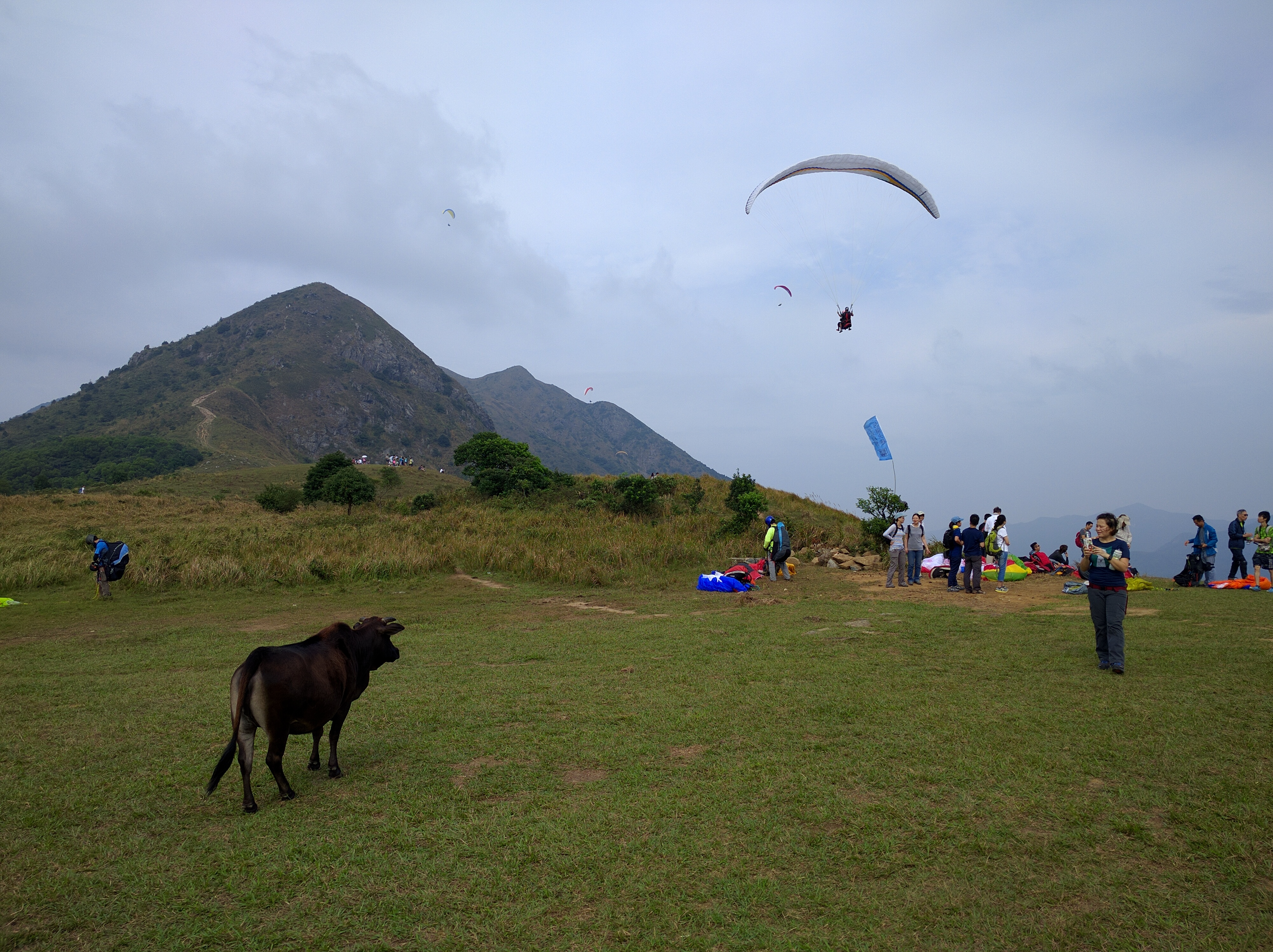
昂平可遠眺大金鐘